# Vergi

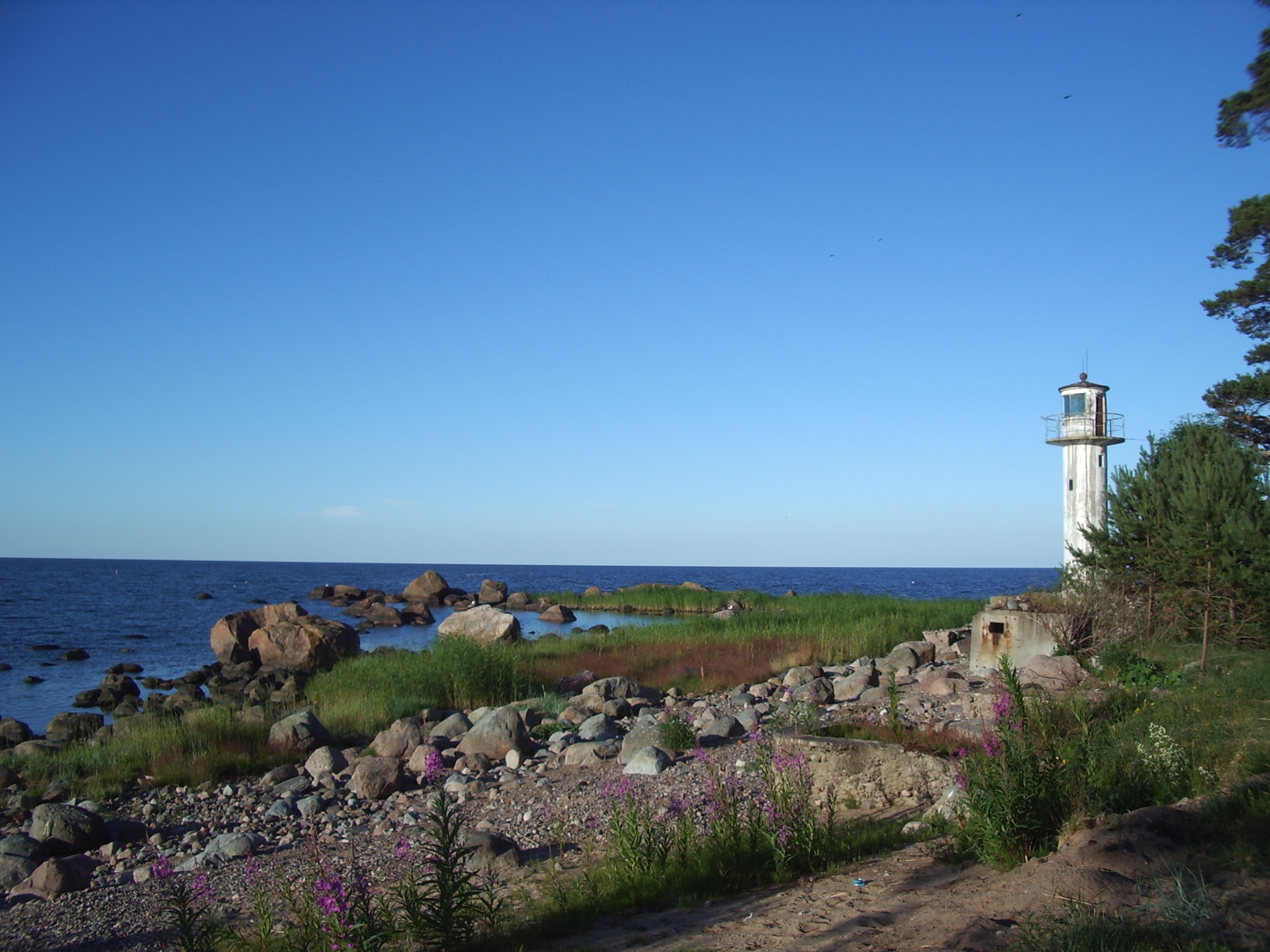
Leuchtturm von Vergi

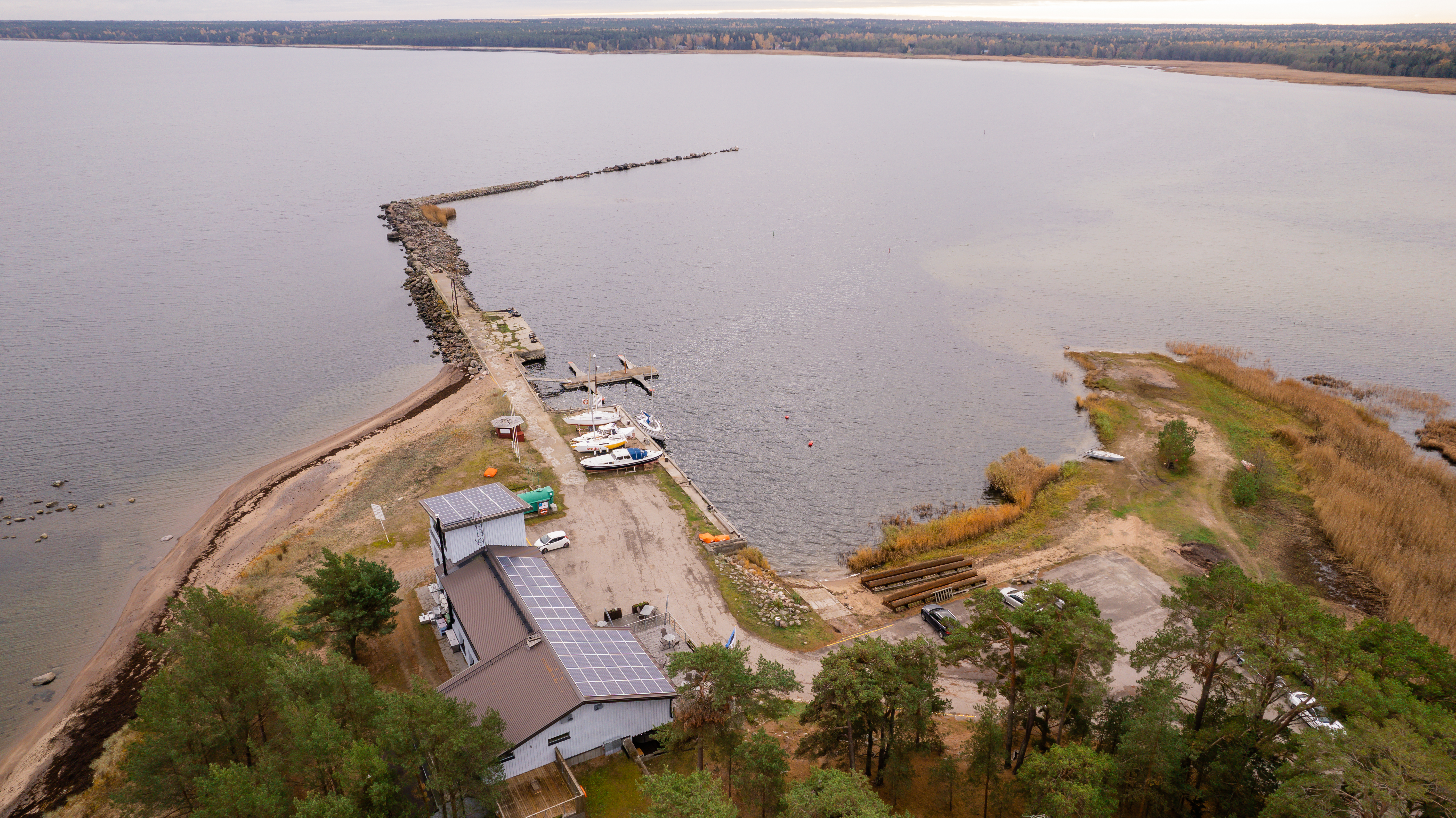
Hafen

Vergi ist ein Dorf (küla) in der Gemeinde Haljala im Kreis Lääne-Viru. Vergi liegt im Norden Estlands, direkt am Finnischen Meerbusen, am östlichen Ufer der Halbinsel Vergi, etwa 10 km von Võsu entfernt. Das Dorf hat 107 Einwohner (Stand: 2006). Bis zur Kommunalreform von 2017 gehörte Vergi zur Landgemeinde Vihula.
Bei Vergi wurden im 19. und Anfang des 20. Jahrhunderts kleinere Segelschiffe hergestellt. Heute dient der im Sommer 1977 eröffnete Hafen als beliebtes Ausflugsziel für Segler und Touristen. Die Strände, die Wälder und die unberührte Natur an der Ostsee laden zu Wanderungen und Naturbeobachtungen ein.